# Светски дан менталног здравља
Светски дан менталног здравља је међународни празнични дан, чије обележавање је покренула Светска здравствена организација 1992. године, у циљу подизања свести о проблемима менталног здравља и мобилизације напора за боље ментално здравље људи. На дан његовог обележавања, који је означен као 10. октобар, сваке године се организују догађаји широм света и објављују текстови у медијима и на друштвеним мрежама, о значају менталног здравља.

## Значај
Депресија и анксиозност су уобичајени ментални поремећаји који утичу на способност људи за рад и продуктивност на послу.
- Глобално, више од 300 милиона људи у свету пати од депресије, једног од водећег узрока инвалидитета.
- Више од 260 милиона људи живи са поремећајима анксиозности, а многи од тих истовремено и са оба поремећаја.
- Једна од студија Светске здравствене организације проценила је да депресија и анксиозност коштају глобалну економију енормне износе новца сваке године због губитка радне продуктивности.[3]

Ментално здравље, посебно оно на радном месту је честа тема Светског дана менталног здравља. Проблеми менталног здравља повећавају одсуство запослених, смањују продуктивност на послу и стварају веће трошкове. Током живота у одраслом добу доста времена човек проводи на радном месту. Искуства на радном месту су један од фактора који одређују укупну добробит човечанства.
Негативно радно окружење, може да доведе до физичких и менталних здравствених проблема, штетне употребе недозвољених супстанци или алкохола, одсуствовања са посла и смањења продуктивности запослених. У том смислу у развијеним земљама света послодавци и менаџери су покренули иницијативе за унапређење менталног здравља на послу, јер у им активностима виде добитке не само у здрављу својих запослених већ и у њиховој продуктивност, која резултује и већим приходом.
Из тог разлога, на овај дан важно је да се укаже да се кроз удружене напоре заједнице и развијање емпатије, поверења, хуманих и солидарних односа међу људима могу створити услови за срећније односно (ментално) здравије друштво.

## Теме Светског дана менталног здравља
| Година     | Теме |
| ---------- | --- |
| 2023       | Ментално здравље је универзално људско право                                                                    |
| 2022       | Учините да ментално здравље постане добробит и за све глобални приоритет                                        |
| 2021.      | Ментално здравље у неравноправном свету                                                                         |
| 2020.      | Ментално здравље за све, веће улагање – већи приступ                                                            |
| 2019.      | Спречавање самоубистава                                                                                         |
| 2018.      | Млади и ментално здравље у свету који се мења.                                                                  |
| 2017.      | Ментално здравље на радном месту                                                                                |
| 2016.      | Психолошка прва помоћ                                                                                           |
| 2015.      | Достојанство у менталном здрављу                                                                                |
| 2014.      | Живети са шизофренијом                                                                                          |
| 2013.      | Ментално здравље и старији одрасли                                                                              |
| 2012.      | Депресија: глобална криза                                                                                       |
| 2011.      | Велики потисак: улагање у ментално здравље                                                                      |
| 2010.      | Ментално здравље и хроничне физичке болести                                                                     |
| 2009.      | Ментално здравље у примарној здравственој заштити: унапређење лечења и промоције менталног здравља              |
| 2008.      | Стварање менталног здравља од глобалног приоритета: повећа{{}}ње броја услуга кроз заступање и деловање грађана |
| 2007.      | Ментално здравље у свету који се мења: утицај културе и разноликости                                            |
| 2006.      | Изградња свијести-смањење ризика: менталне болести и самоубиство                                                |
| 2005.      | Ментално и физичко здравље током читавог животног века                                                          |
| 2004.      | Однос између физичког и менталног здравља: поремећаји који се истовремено јављају                               |
| 2003.      | Емоционални и поремећаји понашања деце и адолесцената                                                           |
| 2002.      | Ефекти трауме и насиља на децу и адолесценте                                                                    |
| 2000-2021. | Ментално здравље и рад                                                                                          |
| 1999.      | Ментално здравље и старење                                                                                      |
| 1998.      | Ментално здравље и људска права                                                                                 |
| 1997.      | Деца и ментално здравље                                                                                         |
| 1996.      | Жене и ментално здравље                                                                                         |